# Томас Пейн
Томас Пейн (на английски: Thomas Paine) е американски писател, философ, политически теоретик и революционер от английски произход, смятан за един от 
бащите – основатели на САЩ.
Публикува два много влиятелни памфлета в навечерието на Американската революция, които служат за вдъхновение на американските заселници по време на обявяването на независимостта от Великобритания (1776 г.). Неговите идеи са отражение на реториката от Просвещението за съществуването на наднационални човешки права. Наричан „Майстор на корсети по занаят, журналист по професия, с уклон на пропагандист“ 

## Биография
Пейн е роден в Тетфорд, графство Норфолк. Произхожда от незаможно квакерско семейство, образованието му свършва с местното училище, в което дори не научава латински. Въпреки това се интересува от книгите и научните инструменти. Младостта си прекарва в бедност, като работи като чирак в бащината работилница за корсети, а след това отваря и собствена работилница. Междувременно през 1759 г. се жени, но съпругата му Мери умира при раждането заедно с бебето. От 1762 г. е служител в митническата служба за събиране на акцизи и сменя няколко града според вакантните постове. В град Луис, където има традиции на противопоставяне на монархията и дух на републиканизъм, той за първи път взема участие в граждански дейности като член на градската управа и на енорийското ръководство на англиканската църква. На 26 март 1771 г., на 34 години сключва брак с Елизабет Олив, дъщеря на наскоро починалия му хазяин, като наследява и неговия магазин за хранителни стоки и тютюн.
В периода между 1772 и 1773 г. Пейн е сред митническите служители, които молят парламента за по-добро заплащане и условия на работа, като публикува през лятото на 1772 г. изложението на 12 страници The Case of the Officers of Excise, което е първият му политически текст. В него аргументира искането за по-добро заплащане като ефективен начин за борба с корупцията. Прекарва зимата в Лондон, разпространявайки 4000 екземпляра от брошурата в парламента и на други места. През пролетта на 1774 г. е уволнен от служба заради самоволна отлъчка. Магазинът му също фалира и на 14 април той разпродава покъщнината, за да избегне затвор за дългове. На 4 юни 1774 официално се развежда с Елизабет и се мести в Лондон. През септември Джордж Люис Скот, висш чиновник в службата по акцизите и член на Кралското дружество, го запознава с Бенджамин Франклин, който му предлага да емигрира в Америка и му дава препоръчително писмо. През октомври Томас Пейн заминава за британските колонии, като пристига във Филаделфия на 30 ноември 1774. Пътуването е тежко, неколцина се разболяват от тиф, а самият Пейн е изнесен от кораба на носилка и се възстановява в продължение на шест седмици.

### В американските колонии
С препоръките на Франклин Томас Пейн се запознава с редактора на списанието Pennsylvania Magazine и участва в списването му в продължение на 18 месеца. Освен в него, публикува и други статии, поезия и памфлети, било под собствено име, псевдоним или анонимно. Една такава публикация касае робството в Америка (African Slavery in America) и критикува остро търговията с африкански роби.
Пейн пристига в Америка, когато Великобритания е наложила т.нар. Непоносими закони и конфликтът на колониите с метрополията е в своя пик. Масачузетс се разбунтува през февруари 1775 г., британският гарнизон там получава заповед да обезоръжи бунтовниците и да арестува водачите, след което избухват открити военни действия с битките при Лексингтън и Конкорд на 19 април 1775 г. Първият принос на Пейн към Американската революция е много влиятелният памфлет „Здравият разум“), в който той издига призива бунтът срещу данъчното облагане да се превърне в борба за независимост. Памфлетът от 50 страници излиза от печат на 10 януари 1776 г. и само за няколко месеца от него са продадени 500 хил. броя, което го прави най-продаваната американска книга в подкрепа на обявяването на независимост на американските колонии от Британската империя. Първата част разглежда британската конституция във връзка с „произхода и структурата на властта“; втората част анализира слабостите на монархията. Третата част са „размишления върху сегашното състояние на американските работи“. Тя е сочена като основен подтик за написването на Декларацията за независимост. „Здравият разум“ е толкова популярен, че Джон Адамс казва: Без перото на автора на „Здравият разум“, мечът на Вашингтон би бил вдигнат напразно. По време на последвалите бойни действия Пейн служи като доброволен адютант на генерал Натаниъл Грийн. Негов следващ принос към революцията е серията ат 16 памфлети „Американската криза“ (1776 – 1783 г.), всеки от които подписан „Здравият разум“. Първият от тях, публикуван на 19 декември 1776 г., когато Континенталната армия на Джордж Вашингтон е на границата на разпадане, така развълнува Вашингтон, че той нарежда да бъде прочетен на всички войници във Вели Фордж. Уводното му изречение е сред най-вълнуващите фрази за Американската революция:

Това са времена, поставящи на изпитание човешките души
—Томас Пейн, The American Crisis. Number IВ оригинал 
These are the times that try men’s souls.
Този памфлет, последван от победата на Вашингтон в битката при Трентън след седмица, вероятно вдъхновяват много войници, чиято служба изтича на 1 януари, да се запишат отново.
Напоследък учените изследват възможността Пейн да е допринесъл и за съставянето на Декларацията за независимост, тъй като на гърба на една от черновите (Sherman Copy) има надпис, съдържащ инициалите T. P., които могат да се интерпретират като Thomas Paine (Томас Пейн).
През 1777 г. Континенталният конгрес назначава Пейн за секретар на Комитета по външни работи. През 1779 г. обаче той е замесен в скандал със Сайлъс Дийн, член на Конгреса от Кънектикът, когото Пейн обвинява в злоупотреба с френската финансова помощ. Но разкривайки машинациите на Дийн, Пейн разкрива и съдържанието на секретни документи, до които има служебен достъп. В резултат на това, макар обвиненията му да са потвърдени, Пейн подава оставка. Новата му служба е към Общото събрание на Пенсилвания. Тук става свидетел на трудното положение на американските войници, които са на края на търпението си поради липса на снабдяване и заплати. Томас Пейн взема 500 долара от заплатата си и инициира събиране на помощи за войниците. През 1781 г. той придружава Джон Лорънс на мисия до Франция със същата цел, като доставят в САЩ пари, дрехи и амуниции, които са от значение за крайния успех на революцията. Пейн призовава за сътрудничество между отделните щати за благоденствието на нацията. В памфлета Public Good (1780) той включва призив за свикване на национален конвент, за да се поправят недостатъците на Устава на конфедерацията и да се установи силно централно правителство, което да управлява според „Континентална конституция“.
Въпреки успеха на публицистичните му творби, Пейн не е богат. Макар че патриотичните му памфлети се продават със стотици хиляди, той отказва да реализира печалби от тях, за да останат цените им ниски. Налага му се да иска финансова помощ от Конгреса, като получава подкрепата на Вашингтон. Молбата му не е удовлетворена поради намесата на негови опоненти, но щатът Пенсилвания му отпуска парична помощ, а Ню Йорк – ферма в Ню Рошел. Тук Пейн посвещава времето си на изобретения, като основното от тях е висящ железен мост. През април 1787 г. се завръща в Англия, за да търси инвеститори за реализирането на такъв мост във Филаделфия.

### Участник във Френската революция
В Англия, Пейн не остава настрани от политическите събития на деня. През декември 1789 публикува анонимен материал срещу опита на министър-председателя Уилям Пит да започне война с Франция в отговор на избухналата Френска революция. Пейн я приветства като зора на свободата за цялото човечество. За разлика от него съчинението „Размисли за революцията във Франция“ от 1790 г. на Едмънд Бърк критикува принципите на революцията. През 1791 г. Пейн пише „Правата на човека“ (на английски: The Rights of Man) в отговор на нападките и в защита на революцията. Памфлетът му предизвиква сензация и през 1791 са отпечатани осем издания. Препечатан е в САЩ, където се разпространява от Джеферсъновите общества. Когато Бърк пише отговор, Пейн репликира с „Правата на човека II“, публикуван на 17 февруари 1792 г. Текстът, започнал като защита на революцията, прераства в политически анализ на основните причини за недоволство в европейското общество и обсъждане на пътища за поправяне на злините от произвола на правителството и за борба с бедността, неграмотността, безработицата. Пейн говори в полза на републиканизма и против монархията, очертава план за масово образование, облекчаване на бедността, пенсии за възрастните и обществени проекти за безработните, като всичко това се финансира чрез прогресивен подоходен данък. Това звучи като революция за управляващите и те нареждат забрана на книгата и арест за издателя. Английското правителство счита книгата за подбуждане към размирици и през май 1792 г. то започва съдебен процес срещу Пейн. Той е принуден да избяга във Франция, където неговата брошура се приема също много добре. На делото в Англия го представлява известен адвокат и присъдата, намираща го за виновен, е произнесена в негово отсъствие.
Във Франция той намира възторжен прием. През 1792 г., въпреки че не владее френски език, Томас Пейн е избран за член на националния Конвент. Речите му се налага да бъдат превеждани. Той се обявява за премахване на монархията, но е против преследванията на роялистите. Изказва се против смъртната присъда на краля, като предлага той да замине в изгнание. Жирондистите го приемат за съюзник, а впоследствие монтанярите, и най-вече Робеспиер – за враг.
Когато започват преследванията срещу жирондистите, през декември 1793 г. Пейн е арестуван и затворен в Париж, като избягва екзекуция само по щастлива случайност. Освободен е през ноември 1794 г. с помощта на американски дипломати и се връща в Конвента. В затвора пише първата част от труда, на който дължи известността си: „Епохата на разума“ (1793 – 1794), на чиито страници той подкрепя деизма, разума и свободомислието. Също така изказва аргументи срещу организираната религия и християнската доктрина в частност. Така придобива репутацията на атеист. Втората част излиза през 1796 г.
През 1795 г. пише памфлета „Аграрна справедливост“, в който атакува неравенството при собствеността на имотите и настоява за безусловен базов доход. Това увеличава броя на враговете му сред върхушката.

### Последни години
През 1802 г. се връща в САЩ, но вече не е приет така добре и е подложен на остракизъм за осмиване на християнската религия. Бързо разбира, че заслугите му са забравени и че го възприемат само като най-големия неверник на света. Въпреки бедността си и влошеното здравословно състояние, утежнявано от пиянство, Пейн продължава своите атаки срещу привилегиите и религиозното суеверие.
Умира на 8 юни 1809 г. На погребението му присъстват само шестима души.

## Трудове
- Agrarian Justice
- Common Sense
- Dissertation on the First Principles of Government
- Letter to George Washington
- Letter to the Abbe Raynal
- Rights of Man Appendix
- Rights of Man Author's Notes
- Rights of Man Part the First
- Rights of Man Part the Second
- The Age of Reason – Part I
- The Age of Reason – Part II
- The Decline and Fall of the English System of Finance
- To the Citizens of the United States
- American Crisis

## Възгледи
Пейн е типичен представител на политическия и религиозния рационализъм. Той е самоук, не е ерудит и нерядко говори наивни неща, които охотно се подхващат и опровергават от враговете му. Няма съмнение обаче, че се отличава със здрав смисъл, силна логика и забележителна яснота в изложението. Това е един истински народен трибун – не само защото умее да говори с понятен народен език, но и защото да служи на народа е ръководна цел на живота му. В известната фраза на Франклин „отечеството ми е там, където е свободата“ Пейн въвежда следната поправка: „Отечеството ми е там, където няма свобода, но хората се бият, за да я получат“.
Анализирайки държавните форми, Пейн различава „стари“ (монархически) и „нови“ (републикански). В основата на тази класификация са принципите на достигане до управлението – наследяване или изборност. Управлението, основано на предаване на властта по наследство, той нарича „най-несправедливата и несъвършена система на управление от всички“. Такава власт, при която липсва всякакво правно основание, неизбежно е тиранична и узурпира народния суверенитет. Абсолютните монархии според Пейн са „позор за човешката природа“.
В религиозните си възгледи Пейн е последовател на английските деисти и си поставя за цел да разколебае, както се изразява, „библейската и християнската митология“. През 1795 г. издава неголям трактат, в който обобщава политическите си възгледи. През 1797 г. в противовес на обществото на атеистите основава теофилантропичен кръжок и на неговите заседания излага основите на своята „религия, изчистена от суеверия“. Пейн счита масонството за продължение на ритуалите на древните келти (друиди).

## Памет
Като научават за смъртта на Пейн, повечето американски вестници препечатват некролога на New York Citizen, в който се казва: „Той живя дълго, извърши добри дела, но и причини много вреди.“ Тази историческа присъда остава в сила повече от сто години след смъртта му, но след това тенденцията се обръща – на 30 януари 1937 г. лондонският „Таймс“ го нарича „английският Волтер“, а на 18 май 1952 г. бюстът на Пейн е поставен в Залата на славата на Нюйоркския университет.